# زمین‌لرزه ۱۹۹۹ وانواتو
زمین‌لرزه وانواتو  در تاریخ ۲۶ نوامبر ۱۹۹۹ میلادی، برابر با ‎۵ آذر ۱۳۷۸، ساعت ۱۳:۲۱:۱۵ به زمان یوتی‌سی در وانواتو، منطقه وانواتو رخ داد. ژرفای این زلزله ۲۴٫۳ کیلومتر بود، و بزرگی آن ۷٫۴ در مقیاس Mw اعلام شده‌است. زمین‌لرزه به وقت محلی در روز شنبه، ساعت ۰ روی داده و منطقه زمانی آن یوتی‌سی +۱۱ بوده‌است .
سازمان زمین‌شناسی آمریکا نیز رومرکز این زمین‌لرزه را در مختصات ۱۶°۲۵′۲۳″جنوبی ۱۶۸°۱۲′۵۰″شرقی / ۱۶٫۴۲۳°جنوبی ۱۶۸٫۲۱۴°شرقی و ژرفای آن را در ۳۳ کیلومتر گزارش کرده‌است. بزرگی برگزیدهٔ این سازمان از میان بزرگی‌های محاسبه‌شدهٔ مختلف ۷٫۵ در مقیاس Mw بوده و از دید اثر، در میان چهار دسته‌بندی «نامحسوس»، «محسوس»، «زیان‌آور» یا «با تلفات»، زلزله را «با تلفات» اعلام کرده‌است.رانش زمین در آن به وجود آمده‌است.سونامی نیز در این زلزله گزارش شده‌است.
پروژهٔ «تنسور گشتاور مرکزوار» زاویه‌های (راستا، شیب، ریک) گسل سازندهٔ زمین‌لرزه و صفحه عمود بر آن را (°۱۷۴، °۳۰، °۶۷) یا (°۲۰، °۶۲، °۱۰۳) و نوع گسل را «معکوس» فرارسانده‌است.
تعداد زخمیان ۴۰ نفر برآورده شده‌است.بی‌خانمان شدگان نیز ۲۰۰۰ نفر اعلام شده‌است.